# Крістіан Ґотліб Ґайслер

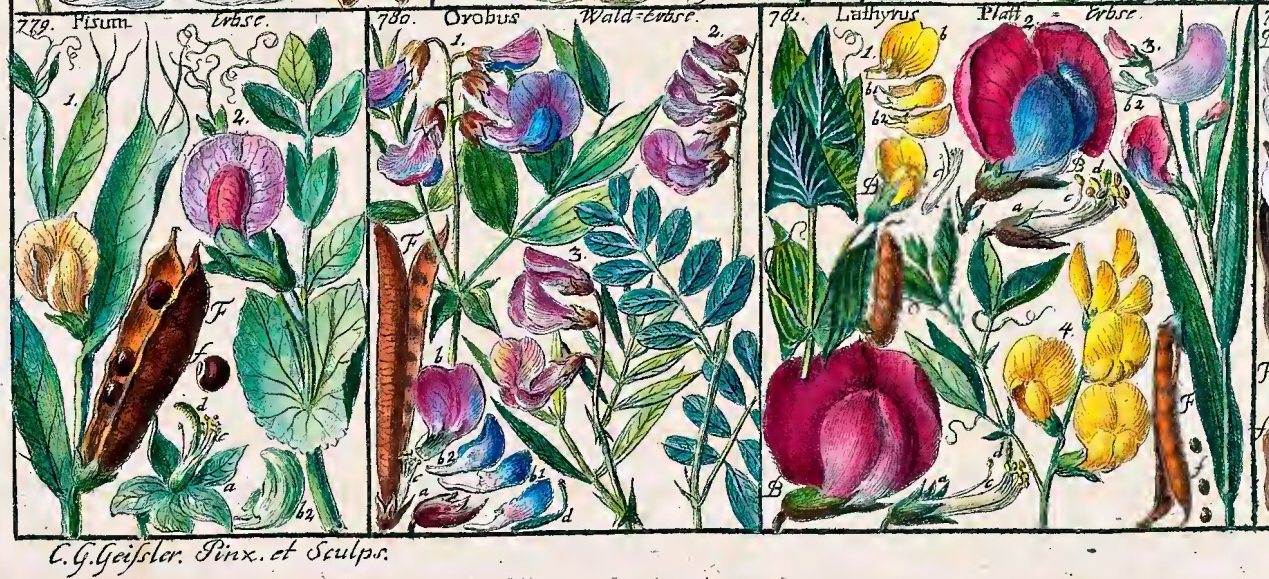
Tabulae Phytographicae (1804)

Крістіан Ґотліб Ґайслер (1729 — 2 листопада 1814) — митець і гравер німецького походження в Женевській республіці. Спеціалізувався на природничій тематиці.

## Життєпис
Ґайслер народився в 1729 році в Аугсбурзі. Приблизно в 1771 році він переїхав до Женеви, де став громадянином цієї Республіки. Він був сином Адама Ґайслера, садівника. Ґайслер найбільш відомий своїми ілюстраціями Tabulae Phytographicae, енциклопедичної праці, опублікованої цюріхським натуралістом Йоганнесом Ґесснером (1709-1790), чию колекцію природознавства Ґайслер також зобразив.

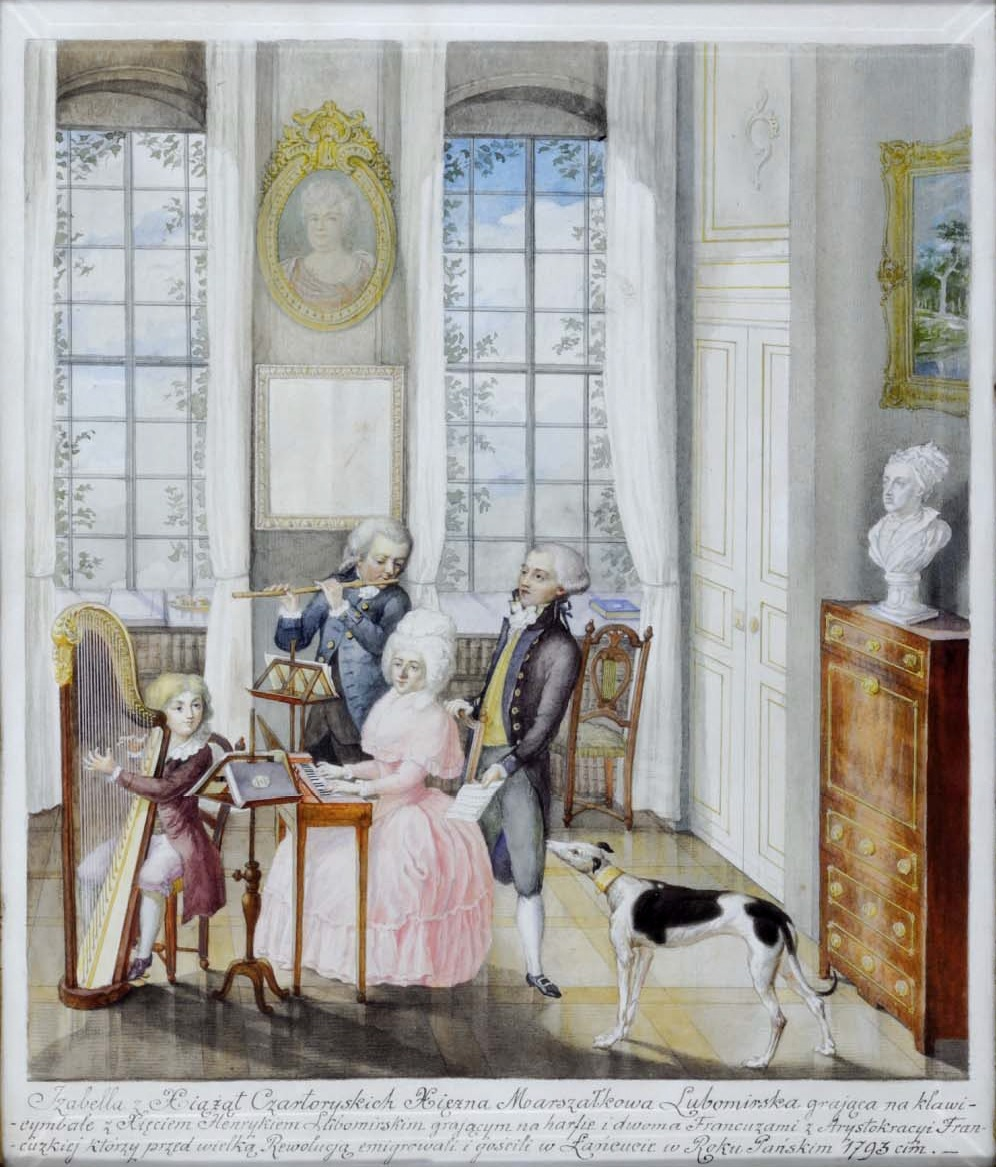
Ізабелла (з Чарторийських) Любомирська з Генриком Любомирським. Акварель Ґайслера з замку в Ланцуті.

Між 1744 і 1749 роками Ґайслер був учнем ауґсбурзького мініатюриста Самуеля Баумайстера . Згодом він поїхав до Нюрнберґа, де допомагав ілюструвати твір Франца Міхаеля Реґенфусса Choix de Coquillages et de Crustacés. У 1753 році він поїхав до Цюріха, щоб разом з Ґесснером створити 24-частинні Tabulae Phytographicae, які вперше з'явилися в 1795 році. Після цього він переїхав до Женеви, де працював з митцем-емальєром Зюсом, заснував школу малювання та працював гравером на міді. Він помер у Женеві 2 листопада 1814 року.